# Сербски народни лист
Сербски народни лист је био лист Срба из јужне Угарске ревијалног карактера који је излазио у периоду од 1835. до 1848. године.

## Историјат
Покретач је био Теодор Павловић, први секретар Матице српске. Први број изашао је у Пешти 1. јула 1835. године. Излазио је једном недељно. У питању је била својеврсна научно-популарна ревија намењена просвећивању и образовању шире читалачке публике. Своју панславистичку и српску оријентацију није смео превише истицати како не би привукао пажњу цензора. Интересовање читалаца је од самог почетка било мало. Поред проблема са претплатом препреку је представљала и незаинтересованост српских књижевника и интелектуалаца за сарадњу. Из овог разлога лист је првобитно уређиван преузимањем материјала из страних листова и публикација који су потом превођени на српски језик. Услед свих претходно наведених недаћа Лист је престао да излази у децембру 1835. године.
Пошто је Павловић средио своје финансијско стање Сербски народни лист поново је почео да излази јануара 1837. године. Обновљени Лист имао је нову концепцију - добија одлике књижевног листа, акценат је на културним догађањима, а било је и мање преведених чланака, што значи да је број сарадника порастао. Неки од познатијих сарадника били су Јован Пачић, Сима Милутиновић-Сарајлија, Петар Петровић Његош, Јован Стерија Поповић, Мато Топаловић и други. Иако су улагани напори да се подигне квалитет (лепши спољашњи изглед, више садржаја по истој цени) број претплатника остао је мали. Излазио је редовно све до маја 1848, односно избијања Буне.
У питању је прво издање у српској штампи које је почело да објављује илустрације. У сваком броју доносио је по један портрет (дуборез) неке истакнуте личности и 2-3 цртежа.